# アンドリア・リブマン
アンドリア・エヴァ・リブマン (Andrea Eva Libman, 1984年7月19日~) は、カナダの声優である。「マイリトルポニー〜トモダチは魔法〜」のピンキーパイとフラッターシャイ役を演じた。

## 出演作品
- ビーイングイアン（英語版）
- ドラゴン・テイルズ - エミー
- ブロニーテイル
- ジョニーテスト
- マイリトルポニー〜トモダチは魔法〜 - ピンキーパイとフラッターシャイ
- パックワールド - シリンドリア
- マドレーヌシリーズ